# Bahía de Arguin
La bahía (o golfo) de Arguin, también banco de Arguín, es una amplia bahía africana del océano Atlántico localizada en la costa septentrional de Mauritania, en el oeste de África. Está limitada al norte por el cabo Blanco y al sur por el cabo Timiris.  En el interior se encuentra el archipiélago del Golfo de Arguin, un conjunto de islas costeras que comprende las islas mayores de Arguin y Tidra y muchas islas menores e islotes.  La mayor parte de sus aguas, unos 12 000 km², forman parte del parque nacional del Banco de Arguin.